# Liparis cuspidata
Liparis cuspidata är en orkidéart som beskrevs av Henry Nicholas Ridley. Liparis cuspidata ingår i släktet gulyxnen, och familjen orkidéer. Inga underarter finns listade i Catalogue of Life.